# Robert Hedicke
Edmund Karl Robert Hedicke (* 19. September 1874 in Breslau; † 3. Juli 1957 in Heidelberg) war ein deutscher Kunsthistoriker.

## Leben
Robert Hedicke studierte seit dem Wintersemester 1894/95 zunächst Rechtswissenschaft in Breslau, Berlin, Freiburg i. Br. und München. Am 6. August 1898 wurde er an der Universität Heidelberg zum Dr. jur. promoviert. Anschließend studierte er Kunstgeschichte an der Universität Straßburg und wurde dort 1904 promoviert und am 5. Mai 1913 habilitiert. Von 1914 bis 1918 leistete er Kriegsdienst. Nach der Schließung der deutschen Universität in Straßburg wurde er am 21. Juni 1919 an die Universität Heidelberg umhabilitiert und dort am 29. Februar 1920 zum nichtplanmäßigen a. o. Professor am Kunsthistorischen Institut ernannt. Am 30. September 1939 trat er in den Ruhestand.

## Schriften (Auswahl)
- Jacques Dubroeucq, der Meister des Lettners von Ste. Waudru in Mons. Dissertation Straßburg 1904 (Digitalisat).
- Jacques Dubroecq von Mons. Ein niederländischer Meister aus der Frühzeit des italienischen Einflusses (= Zur Kunstgeschichte des Auslandes 26). Heitz, Straßburg 1904 (Digitalisat)
  - französische Übersetzung Brüssel 1911 (Digitalisat)
- Cornelis Floris und die Florisdekoration. Studien zur niederländischen und deutschen Kunst im XVI. Jahrhundert. Bard, Berlin 1913 (Habilitationsschrift; Digitalisat).
- Methodenlehre der Kunstgeschichte. Ein Handbuch für Studierende. Straßburg 1924.